# Inga Beck
Inga Beck, geborene May, ist eine zeitgenössische deutsche Geographin, die auf Permafrost spezialisiert ist.

## Leben
Sie studierte an der Ludwig-Maximilians-Universität München physische Geographie und promovierte 2011 an der Fakultät für Geowissenschaften. Sie arbeitete später am Geographischen Institut der
Universität Heidelberg. Neben ihren Forschungsarbeiten zur Untersuchung des Permafrostbodens in sub-arktischen und arktischen Regionen zählen zu ihren weiteren Forschungsinteressen der Klimawandel in arktischen Regionen, Fernerkundung, Differenzielle Interferometrie und Hydrologie. 2012 gewann sie den Helmholtz-Preis für verständliche Wissenschaft. Von 2012 bis 2013 war sie Executive Director des Internationalen Sekretariats der International Permafrost Association (IPA) am Alfred-Wegener-Institut für Polar- und Meeresforschung.

## Publikationen
- Beck, Inga: Using in-field and remote sensing data to monitor permafrost dynamics in Northern Quebec. München: Universitätsbibliothek der Ludwig-Maximilians-Universität, 2011
- Lehmann, Rainer/Beck, Inga: Polargebiete. Mülheim an der Ruhr : Verl. an der Ruhr, 2013